# Andreas Thiel (Filmschaffender)
Andreas Thiel (* 1957 in Düsseldorf; † 23. September 2006 in Istanbul) war ein deutscher Filmregisseur, Drehbuchautor, Produzent und Journalist, der lange Zeit für das Fernsehen gearbeitet hat. In seinen letzten Lebensjahren produzierte Thiel als Teilhaber von Corazón International eine Reihe bekannter Kinofilme.

## Leben und Wirken
Andreas Thiel studierte Film an der Münchener HFF und arbeitete danach zunächst u. a. als Filmkritiker, Gerichtsreporter, Filmredakteur, Regieassistent und Co-Autor von Bernd Schadewald, z. B. bei Der Hammermörder. Er führte auch Regie bei dem Musikformat Formel Eins und der Puppen-Satiresendung Hurra Deutschland (1990). Ab den 90er Jahren war er vermehrt als Regisseur für deutsche Fernsehserien wie Praxis Bülowbogen, Ein Fall für Zwei und Aus heiterem Himmel tätig und arbeitete an den Drehbüchern von weiteren Fernsehserien mit.
Der erste (und einzige) von Thiel selbst inszenierte lange Spielfilm, Black Souls (Kismet) mit Fatih Akın und Steffen Wink in der Hauptrolle, wurde 2000 für den Max Ophüls Preis nominiert.
Nach dieser Zusammenarbeit wurde Andreas Thiel zu einem wichtigen Berater des Regisseurs Akın und war darüber hinaus fortan als Darsteller in kleineren Rollen in dessen Spielfilmen zu sehen. 2004 gründeten Akın und er zusammen mit Klaus Maeck die Filmproduktionsfirma „Corazón International“, die Thiel in seinen letzten Lebensjahren einige Anerkennung einbrachte: die von ihm mitproduzierten Spielfilme Gegen die Wand (2004), Takva – Gottesfurcht (2006) und Auf der anderen Seite (2007) wurden allesamt mehrfach ausgezeichnet, sein Dokumentarfilm Crossing The Bridge – The Sound of Istanbul bildete im Jahr 2005 zusammen mit Werken von Filmemachern wie Woody Allen, George Lucas und Jean-Luc Godard das filmische Rahmenprogramm der Internationalen Filmfestspiele von Cannes.
Thiel starb plötzlich an einem Hirnschlag kurz vor Ende der Dreharbeiten von Auf der anderen Seite im Alter von 48 Jahren. Der fertige Film wurde ihm gewidmet.
Auch an der Produktion von Chiko (2008) war Thiel noch beteiligt. An der Entstehung von Soul Kitchen (2009) hatte Thiel noch insofern Anteil, als er Akın, der große Zweifel an dem Projekt hatte, zu Lebzeiten immer wieder ermutigte, die Komödie zu realisieren.